# Karl-Heinz Scherhag
Karl-Heinz Scherhag (* 5. Mai 1936 in Koblenz; † 14. Februar 2015 ebenda) war ein deutscher Politiker (CDU) und Bundestagsabgeordneter.

## Leben
Scherhag absolvierte eine Berufsausbildung zum Kraftfahrzeugmechaniker, danach machte er einen Abschluss als Kraftfahrzeugmechanikermeister. Im Jahr 1960 gründete er das Autohaus Scherhag. Er war Obermeister in der Kfz-Innung Mittelrhein und Mitglied im Landes- und Bundesverband. Er war Mitglied im Weltverband für das Kfz-Gewerbe (IOMTR) und Vorstandsmitglied im Interregionalen Rat der Handwerkskammern Saar-Lor-Lux. Scherhag war von 1988 bis 2009 Präsident der Handwerkskammer Koblenz, deren Ehrenpräsident er seitdem ist. Außerdem war er Mitglied des Präsidiums des Zentralverbandes des Deutschen Handwerks. 
Als Präsidiumsmitglied des Zentralverbandes des Deutschen Handwerks war er von 1989 bis 2010 stellvertretender Aufsichtsratsvorsitzender der Signal Unfallversicherung e.G. und Aufsichtsratsmitglied der Signal Iduna Holding AG.

## Politik
Scherhag trat 1960 der CDU bei. Er war sechzehn Jahre Mitglied des Stadtrates der Stadt Koblenz und zehn Jahre stellvertretender Fraktionsvorsitzender und Schatzmeister der Fraktion. Außerdem war er in vielen Ausschüssen tätig, unter anderem im Haupt- und Finanzausschuss und dem Bau- und Wirtschaftsförderungsausschuss der Stadt Koblenz. Zudem war er in den 1980er Jahren Mitglied des Kreisvorstandes der Stadt Koblenz. Im Jahr 1994 wurde er in den Deutschen Bundestag gewählt, dem er bis zum Ende der vierzehnten Legislaturperiode 2002 angehörte.

## Ehrungen und Auszeichnungen
Er wurde für seine Verdienste mit der Goldenen Nadel des Kfz-Bundesverbandes, der Goldenen Nadel des Zentralverbandes des Deutschen Handwerks und dem Titel Ehrenobermeister ausgezeichnet. Außerdem bekam Scherhag das Bundesverdienstkreuz am Bande und das Bundesverdienstkreuz I. Klasse und das Große Bundesverdienstkreuz und den Ehrenring der Handwerkskammer Koblenz verliehen. 